# Santa Fe de Antioquia
Santa Fe de Antioquia és un municipi de Colòmbia, situat en la subregió Occidente d'Antioquia, departament del qual va ser la seua capital fins al 17 d'abril de 1826. Limita pel nord amb els municipis de Giraldo i Buriticá, per aquest amb els municipis d'Olaya i Sopetrán, pel sud amb els municipis de Ebéjico, Anzá i Caicedo, i per l'oest amb els municipis de Caicedo, Abriaquí i Giraldo.

## Geografia
El terme municipal és de 493 km² amb un territori muntanyós dins de la serralada central dels Andes i regat tant pel riu Cauca com pel riu Tonusco.

### Clima
El clima de Santa Fe de Antioquia és tropical i humit, propi de la vall del riu Cauca de Colòmbia, per la seva baixa altitud i la seva situació geogràfica prop de l'equador. La temperatura mitjana és de 25.5 °C (77.9 °F) durant tot l'any. Aquest clima agradable ha permès el desenvolupament del turisme a la ciutat, que s'ha omplert d'hostals, hotels i parcs aquàtics freqüentats per gent de Medellín i la propera àrea metropolitana.

## Història
Fundada en 1541 per Jorge Robledo com a Villa de Santafé sobre el marge occidental del riu Cauca, en 1545 rep l'escut d'armes i el títol de “Ciutat d'Antioquia”. Va ser elevada a l'estatus de parròquia en 1547 pel bisbe de Popayán. Va canviar de nom en 1584 quan es va convertir en la capital d'Antioquia. Va ser un poble miner des dels seus començaments i l'explotació aurífera ha estat la base de la seva economia. És un municipi amb una gran riquesa històrica i patrimonial. La seva catedral va ser construïda en 1799 i elevada a diòcesi d'Antioquia en 1804 pel papa Pius VII. En 1813 Antioquia es va declarar un estat sobirà i independent amb Santa Fe com a capital, mèrit que va sostenir fins a 1826, quan Medellín va ser triada com nova seu departamental. A causa de l'estat de conservació de la seva arquitectura colonial va ser declarat monument nacional en 1960.

## Economia
L'economia de Santa Fe de Antioquia es basa en l'agricultura. Els principals productes són cafè, blat de moro i fríjol. També el tomàquet d'arbre i papa. Ramaderia bovina, cavallar i porcina. El turisme ha estat i és una de les entrades econòmiques més importants per al municipi. L'obertura del túnel d'occident (que reduïx el temps i la distància entre la localitat i Medellín) en 2006, ha permès que arribin centenars de turistes cada cap de setmana, estimulant la vocació de la localitat com lloc d'estiueig. Santa Fe és monument nacional pel seu admirable i bella arquitectura de l'època colonial, té 8 esglésies i una gran quantitat de cases dels segles XVI, XVII i xviii.

## Turisme
El turisme ha estat, i continua sent, una de les empreses econòmiques més importants per al municipi. L'obertura del Túnel de Ponent (que redueix el temps i la distància entre la localitat i Medellín) l'any 2006 ha permès l'arribada de centenars de turistes cada cap de setmana, estimulant la vocació del veïnat com a lloc de vacances d'estiu. L'any 2017 es va iniciar un projecte de modernització de la seva plaça principal que va finalitzar l'any 2018. El projecte va tancar el trànsit als cotxes i va afegir jardins amb l'ajuda del Jardí botànic de Medellín.
Santa Fe va ser nomenada Pueblo Patrimonio de Colòmbia l'any 2010. Va ser l'únic municipi d'Antioquia seleccionat per formar part de la cohort original de Red Turística de Pueblos Patrimonio.

### Llocs d'interès
Tot el poble és un lloc històric; l'arquitectura que ha perviscut al llarg dels anys dona a Santa Fe d'Antioquia l'aspecte de ciutat "estancada" a l'època colonial, motiu pel qual la ciutat va ser declarada Monument Nacional.
- Puente de Occidente (Monument Nacional); pont penjant construït l'any 1887, el mateix any que la Torre Eiffel, sobre el riu Cauca.
- Catedral Metropolitana
- Palau Arxiepiscopal
- Plaça Major Juan de Corral
- Museu d'Art Religiós
- La Casa de les Dues Palmes
- La Playita (ranxo al sud de la plaça)
- Riu Tonusco.
- Construccions dels segles XVI, XVII i XVIII
- Esglésies dels segles XVII i XVIII. (5 en total)